# 奇夫利大厦
奇夫利大廈（英語：Chifley Tower）是澳大利亞悉尼的一座摩天大樓，也是雪梨過去最高的建築物。奇夫利大廈由兩位主要活躍在紐約的建築師設計，位於奇夫利廣場2號。奇夫利大廈竣工於1992年，共有53層，算入天線在內的話高244公尺。2000年大廈新建了避雷針。